# Курчинский, Василий Палладиевич
Василий Палладиевич Курчинский (23 марта 1855, Уяринцы, Подольская губерния — 1919) — русский медик, ординарный профессор и декан медицинского факультета Юрьевского университета.

## Биография
Происходил из дворян. Родился 23 марта (4 апреля) 1855 года в семье священника.
В 1864 году поступил в Немировскую гимназию, в 1866 году перешёл в Каменец-Подольскую гимназию, окончив её в 1871 году. В 1872 году поступил в Санкт-Петербургский технологический институт, откуда в 1874 году перешёл на естественное отделение физико-математического факультета Санкт-Петербургского университета.
В 1878 году, окончил университет со степенью кандидата и с правом преподавания химии и естественных наук, поступил в Медико-хирургическую академию, курс в которой окончил 6 ноября 1882 года.
С 1883 года исполнял обязанности ассистента и ординатора профессора Э. Эйхвальда в военном госпитале в Санкт-Петербурге. С 1885 года заведовал Остерской земской больницей.
С 8 июня 1890 года был прозектором в Университете Св. Владимира, с 1892 года читал физиологию человека на физико-математическом факультете. После получения степени доктора медицины (1891) получил должность приват-доцента.
В 1896 году был приглашён на кафедру физиологии Юрьевского университета: экстраординарный профессор с 24 января, ординарный с 15 июля того же года; с 31 декабря 1899 года — декан медицинского факультета.